# جون كرنك
كان جون كرنك (6 فبراير 1916 - 3 أكتوبر 2006) عالم فيزياء رياضية، اشتهر بعمله في الحل العددي للمعادلات التفاضلية الجزئية.
ولد كرنك في هيندلي في لانكشاير، إنجلترا. كان والده صانعًا للنجارين. درس كرنك في جامعة مانشستر في الفترة من 1934 إلى 1938، حيث حصل على درجة البكالوريوس والماجستير وكان طالبا لكل من وليام لورنس براغ ودوغلاس هارتري. في عام 1953، منحته جامعة مانشستر شهادة الدكتوراة.
كان يعمل في مجال المقذوفات خلال الحرب العالمية الثانية، ثم كان فيزيائيًا رياضيًا في مختبر أبحاث كورتولدز الأساسي من 1945 إلى 1957. في عام 1957، تم تعيينه أول رئيس لقسم الرياضيات في كلية برونيل في أكتون. خدم فترتين لمنصب نائب رئيس برونيل قبل تقاعده في عام 1981، عندما حصل على لقب أستاذ فخري.